# Rennbahnstadion Plattling
Das Rennbahnstadion ist ein Sportstadion an der Josef-Froschauer-Straße im Zentrum der Stadt Plattling, Niederbayern, unmittelbar in der Nähe zur Plattlinger Innenstadt. Eigentümer ist seit dem Verkauf durch die SpVgg Plattling die Stadt Plattling; Hauptnutzer ist seit Bestehen der Anlage der Fußballverein SpVgg Plattling.

## Beschreibung
Die Sportanlage ist das größte Sportgelände der Stadt und verfügt neben dem Stadion über zwei weitere Rasenplätze, die mit Flutlichtanlagen ausgestattet sind. Überregionale Bekanntheit erlangte die Sportanlage durch zahlreiche Auftritte der heimischen SpVgg Plattling in den Hauptrunden des DFB-Pokals, neben Bayer 04 Leverkusen 1985 auch Fortuna Düsseldorf und 1993 Borussia Mönchengladbach zu Gast waren. Im Ligaspielbetrieb der damals drittklassigen Bayernliga, gastierten unter anderem der TSV München 1860, der SSV Jahn Regensburg oder der FC Augsburg regelmäßig im Rennbahnstadion Plattling. In Spitzenzeiten verfolgen mehr als 6500 Zuschauer die Spiele an der Plattlinger Rennbahn.
Die Anlage liegt inmitten der Plattlinger Sandrennbahn, auf der seit Jahrzehnten jährlich der große Preis der Stadt Plattling ausgetragen wird. Das Stadion selbst bietet zum großen Teil ausschließlich Stehplätze, welche durch drei, bzw. vier Reihen rund um das Fußballfeld für maximal 7000 Zuschauer Platz bieten.
Nach dem sportlichen Absturz der SpVgg Plattling wurde die Anlage in den vergangenen Jahren durch die Stadt saniert.